# Ted DiBiase
Theodore Marvin DiBiase, detto Ted (Omaha, 18 gennaio 1954), è un ex wrestler ed ex manager di wrestling statunitense sotto contratto con la WWE, dove è inserito nel programma Legends.
Nel corso della sua carriera ha vinto trenta titoli ma è ricordato dal grande pubblico soprattutto per i suoi trascorsi nella World Wrestling Federation, dove era noto con il soprannome "The Million Dollar Man". Tra i vari riconoscimenti DiBiase è stato il primo detentore del WWF North American Championship, oltre ad aver vinto per tre volte il WWF Tag Team Championship (con Irwin R. Schyster) e il King of the Ring 1988. Ha anche creato un suo titolo, il Million Dollar Championship.
DiBiase era inoltre noto per i suoi promo heel d'avanguardia, che spesso si concludevano con la sua caratteristica risata malvagia, ed è stato descritto dalla WWE come il cattivo più disprezzato della federazione durante la fine degli anni ottanta.
Ha detenuto il WWF World Heavyweight Championship nel 1988, dopo averlo acquistato da André the Giant, ma questo regno non è stato riconosciuto ufficialmente dalla WWE. Nonostante ciò DiBiase ha lottato in vari main event dei pay-per-view della compagnia, tra cui quello di WrestleMania IV e della prima edizione di SummerSlam nel 1988.
Citato come uno dei migliori wrestler tecnici della storia, è stato inserito nella WWE Hall of Fame nel 2010 dai suoi figli: Ted e Brett.

## Primi anni
DiBiase è figlio della lottatrice Helen Hild e il figlio adottivo del wrestler "Iron" Mike DiBiase. Il suo patrigno morì sul ring a causa di un attacco di cuore durante un match quando Ted aveva solo quindici anni. Il sette volte campione mondiale NWA Harley Race corse sul ring e cercò di rianimarlo praticandogli un massaggio cardiaco, ma non fu in grado di salvare la vita di Mike DiBiase. Come conseguenza della disgrazia, la madre di Ted cadde vittima della depressione e dell'alcolismo, così egli fu portato a Willcox, in Arizona per vivere con i nonni. Si diplomò alla Willcox High School e iniziò a frequentare la West Texas State University. Poco tempo dopo, però, lasciò gli studi per intraprendere la carriera di wrestler professionista.

## Carriera

### Mid-South Wrestling (1975–1979)
Ted DiBiase fu allenato da Dory Funk Jr. e Terry Funk. Fece il suo debutto nel giugno del 1975 nella Mid-South Wrestling dove combatté per quattro anni.

### World Wrestling Federation (1979)
Nel 1979, per un breve periodo, lavorò nell'allora giovane federazione di Vince McMahon, la World Wrestling Federation. Diventò il primo North American Champion (titolo destinato, comunque, a sparire ben presto). Il 19 giugno 1979 perse il titolo in un match contro Pat Patterson, che unificò la cintura con il South American Champion, diventando il primo WWF Intercontinental Champion.

### NWA, Mid-South Wrestling e All Japan Pro Wrestling (1980-1987)
DiBiase lavorò anche in varie federazioni locali della Georgia dove combatté spesso in coppia con Tommy "Wildfire" Rich.
Nei primi anni ottanta, disputò match con svariati wrestler di spicco come Dick Murdoch, Ric Flair, i Fabulous Freebirds, Jim Duggan, One Man Gang, e Junkyard Dog. Vinse anche numerosi titoli e fece frequenti viaggi in Giappone per combattere nella All Japan Pro Wrestling. Tipicamente, i suoi incontri si concludevano con l'utilizzo di un guanto nero "appesantito", che tirava fuori dal costume per mettere K.O. gli avversari mentre l'arbitro era distratto.
Nel 1987, mentre era sotto contratto con la National Wrestling Alliance dopo che la UWF era stata acquisita da Jim Crockett Jr., ricevette un'offerta dalla WWF.

### Ritorno in WWF

#### The Million Dollar Man (1987–1991)

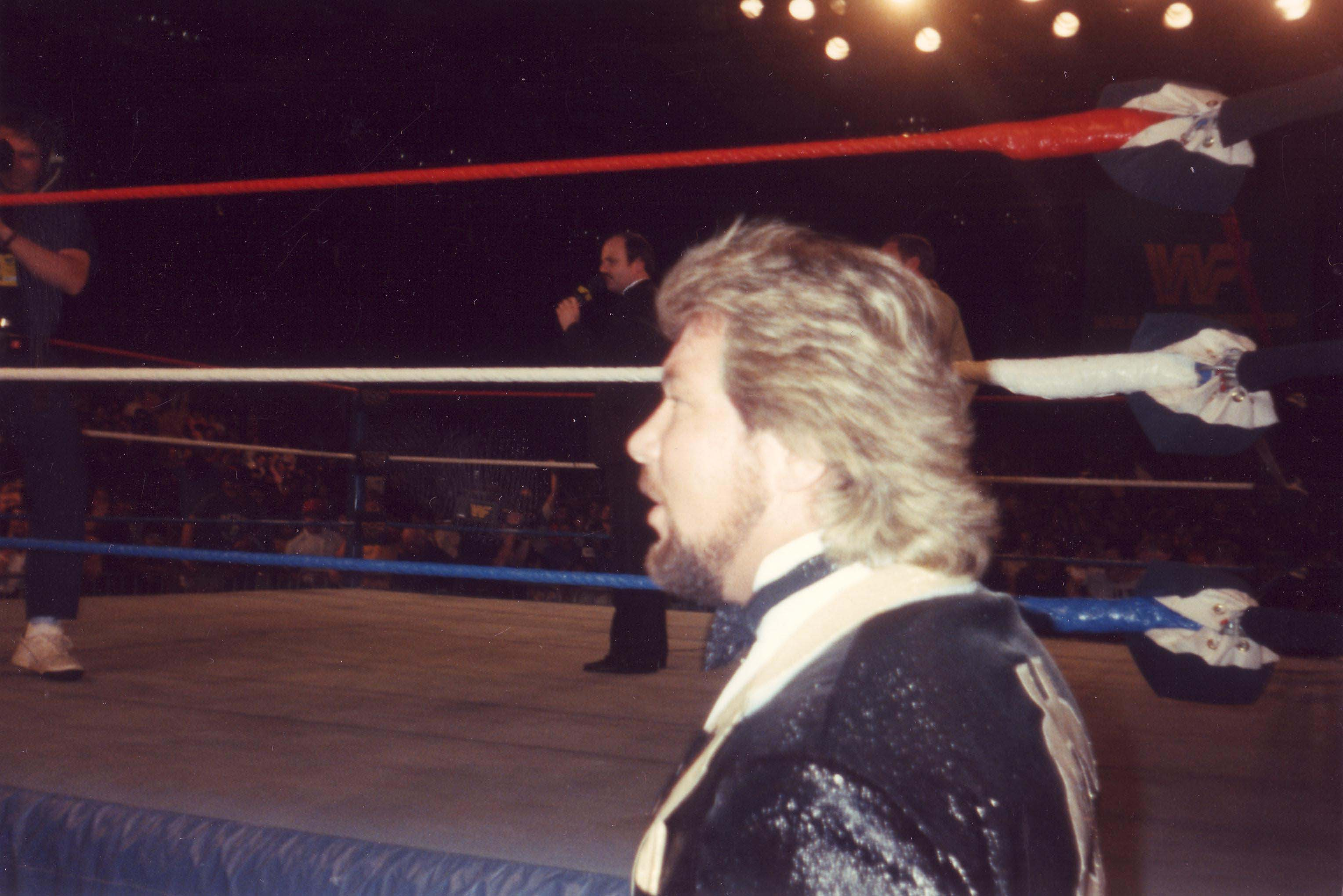
DiBiase alla fine degli anni ottanta

Nella WWF, iniziò ad utilizzare la gimmick del "Million Dollar Man", un miliardario arrogante, con una cintura d'oro con il simbolo del dollaro disegnato in brillanti che lui stesso chiamava "Million Dollar Belt" (cintura da un milione di dollari). Si portava dietro una guardia del corpo di nome Virgil, che lo assisteva anche a bordo ring durante gli incontri. Come tratto distintivo, alla fine degli incontri vittoriosi, era solito infilare un pugno di banconote in bocca all'esanime avversario in segno di sfregio. DiBiase coniò la frase "Everybody has a price" (Tutti hanno un prezzo) che presto divenne il suo motto caratteristico. Viaggiava esclusivamente in limousine, e sembrava non dare importanza ai soldi dando, per esempio, 100 dollari di mancia per l'acquisto di un pacchetto di chewing gum. Altre volte,  invitava dei fan a eseguire pratiche umilianti - come baciargli i piedi - in cambio di denaro.
La sua prima storyline di rilievo arrivò a fine 1987 in una puntata di Superstars of Wrestling, dove annunciò il suo piano di comprare il WWF Championship, allora detenuto da Hulk Hogan. Hogan rifiutò e disse che DiBiase avrebbe dovuto sconfiggerlo sul ring se voleva il titolo. Hogan ebbe sempre la meglio in numerosi incontri, e un frustrato DiBiase approcciò André the Giant chiedendogli di vincere la cintura per lui. Il 5 febbraio 1988, André sconfisse Hogan in circostanze dubbie e vinse il titolo. L'arbitro Dave Hebner era stato trattenuto nel backstage e rimpiazzato con un arbitro pagato da DiBiase (il fratello gemello di Dave, Earl). Subito dopo, Andre annunciò che avrebbe ceduto il titolo appena vinto a DiBiase. La WWF rifiutò di riconoscere il cambio di titolo e non riconobbe mai DiBiase come il campione legittimo e dichiarò il titolo vacante.
A WrestleMania IV fu indetto un torneo per proclamare il nuovo WWF Champion. DiBiase sconfisse "Hacksaw" Jim Duggan nel primo round e Don Muraco nei quarti di finale prima di accedere direttamente alla finale grazie alla doppia squalifica di Hogan e Andrè nell'incontro che li vedeva contrapposti. DiBiase venne infine sconfitto da "Macho Man" Randy Savage nella finale del torneo. Dopo ripetute interferenze da parte di Andre the Giant, Hulk Hogan interferì a sua volta nell'incontro favorendo la vittoria di Savage che divenne campione del mondo. DiBiase continuò a scontrarsi con Savage per tutta l'estate del 1988, la loro rivalità culminò in un tag team match che vedeva DiBiase e André the Giant contro Hogan e Savage durante la prima edizione di SummerSlam (1988). Hogan schienò DiBiase e vinse l'incontro. Successivamente sconfisse Brutus Beefcake, Ken Patera, Ron Bass e infine Randy Savage per aggiudicarsi l' edizione 1988 del King of the Ring tournament, ottenendo così il primo successo in WWF.
Poco tempo dopo sconfisse The Blue Blazer durante la puntata dell'11 marzo di Saturday Night's Main Event e dopo l'incontro, introdusse al pubblico la Million Dollar Championship, la sua personale cintura da campione non riconosciuta ufficialmente dalla WWF. Creò la cintura perché non era stato in grado di comprarla o di strapparla dalle mani di Hulk Hogan.
Alla Royal Rumble 1989 comprò l'entrata numero 30 (l'ultima) da "The African Dream" Akeem in modo da assicurarsi la vittoria. Big John Studd e DiBiase rimasero gli ultimi due partecipanti alla competizione. DiBiase offrì denaro a Studd per far sì che si autoeliminasse, ma questi rifiutò e anzi eliminò lo stesso Ted, vincendo il match di quell'anno. Nel 1990 invece, batté il record di permanenza nel ring durante la Royal Rumble, resistendo per 45 minuti dopo che era entrato come primo lottatore, prima di essere eliminato da The Ultimate Warrior. In seguito ebbe una rivalità con Jake Roberts per il Million Dollar Championship, che si concluse a WrestleMania VI dove egli conservò la cintura battendo Roberts per count-out.
A SummerSlam 1990, si assicurò i servizi di Sapphire, che era la manager di Dusty Rhodes dell'epoca. Questo portò ad uno scontro tra Rhodes e DiBiase che si protrasse dalla fine del 1990 all'inizio del 1991. Nell'edizione del 30 ottobre di Saturday Night's Main Event, DiBiase attaccò il figlio di Dusty, Dustin durante un incontro tra Rhodes e Randy Savage. DiBiase e Dusty capitanarono i loro rispettivi team durante le Survivor Series 1990, dove il membro misterioso della squadra di DiBiase, si rivelò essere il debuttante The Undertaker. Alla Royal Rumble1 991, DiBiase e Virgil sconfissero Dusty e Dustin Rhodes in un tag team match. Dopo l'incontro, DiBiase ordinò a Virgil di mettergli la Million Dollar Championship belt attorno alla vita. Virgil si rifiutò di eseguire gli ordini e colpì DiBiase con la stessa cintura divenendo un face. A WrestleMania VII, perse contro Virgil per count-out. Perso Virgil, DiBiase prese come manager/valletta Sensational Sherri.
DiBiase perse il Million Dollar Championship quando la cedette a Virgil in un incontro con in palio la stessa a SummerSlam 1991. Poco dopo però, riconquistò il possesso della cintura grazie all'aiuto di Repo Man. Alla Royal Rumble 1992 entra per secondo, ma fu eliminato dopo pochi minuti da British Bulldog.

#### Money Inc. e ritiro (1992–1993)

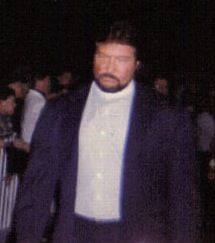
DiBiase nel 1995

Ted DiBiase formò ufficialmente un tag team di successo, chiamato Money Inc., con Irwin R. Schyster e con il manager Jimmy Hart. I due vinsero il WWF Tag Team Championship per ben tre volte tra il febbraio 1992 e il giugno 1993. Il loro primo regno da campioni iniziò il 7 febbraio 1992 quando sconfissero la Legion of Doom. I Money Incorporated ebbero poi una faida con i mastodontici Natural Disasters (Earthquake e Typhoon). Difesero le cinture contro di loro a WrestleMania VIII perdendo il match, ma solo per count-out, mantenendo così i titoli di campioni. Al contrario, il 20 giugno persero i titoli venendo ancora sconfitti per mano dei Natural Disasters.
DiBiase e IRS vennero poi sconfitti a SummerSlam contro i Legion of Doom, ma riconquistarono le cinture nella puntata del 13 ottobre di Wrestling Challenge battendo i Natural Disasters. Questo passaggio di titolo fu la causa di una rivalità con i Nasty Boys, che erano precedentemente stati nominati sfidanti ufficiali ai titoli. L'8 novembre difesero le cinture dall'assalto degli "Ultimate Maniacs" (Ultimate Warrior e Randy Savage). DiBiase e IRS persero il match, sempre per count-out, e riuscirono ancora una volta a conservare i titoli.
Successivamente, DiBiase e IRS furono coinvolti in una storyline di rilievo con il rientrante (da un infortunio) Brutus Beefcake. DiBiase combatté contro Beefcake in una delle prime puntate di Monday Night Raw. Dopodiché DiBiase & IRS attaccarono selvaggiamente Beefcake dopo il match colpendogli ripetutamente il viso (Beefcake aveva subito un intervento di plastica facciale per riparare i danni di un incidente di surf). I Money Inc. si accanirono anche contro il loro stesso manager Jimmy Hart, che era rimasto disgustato dalle loro azioni. Il miglior amico di Beefcake, l'ex WWF Champion Hulk Hogan, venne in aiuto di Brutus e sfidò i Money Inc. ad un match di coppia a WrestleMania IX. DiBiase e IRS mantennero i loro titoli di campioni di coppia, quando Hogan utilizzò la maschera protettiva di Beefcake come arma contro di loro, facendosi così squalificare. Qualche tempo dopo, si scontrarono con gli Steiner Brothers (Rick e Scott), che erano da poco approdati in WWF dalla rivale WCW.
DiBiase e IRS furono sconfitti dagli Steiners per il WWF Tag Team Title nell'edizione del 14 giugno di Raw. Riconquistarono i titoli il 16 giugno, ma li ripersero definitivamente solo tre giorni dopo cedendoli nuovamente agli Steiners. Nel frattempo iniziarono una faida contro Razor Ramon, vittima di prese in giro dei Money Inc. per aver perso contro un debuttante (1-2-3 Kid). DiBiase propose al Bad Guy di essere ingaggiato come guardia del corpo, data la sua incompetenza sul ring. Razor ovviamente non accettò e mostrò il suo disappunto cacciando DiBiase e Shyster fuori dal ring nel corso di un'intervista ai due. Imminente lo scontro a SummerSlam, dove Razor ebbe la meglio sul Milion Dollar Man. Questa fu l'ultima apparizione di DiBiase in WWF. Dopo pochi mesi passati in Giappone, DiBiase annunciò il suo ritiro dal mondo del wrestling a causa dei numerosi infortuni accumulati in carriera.

#### Leader della Million Dollar Corporation (1994–1996)

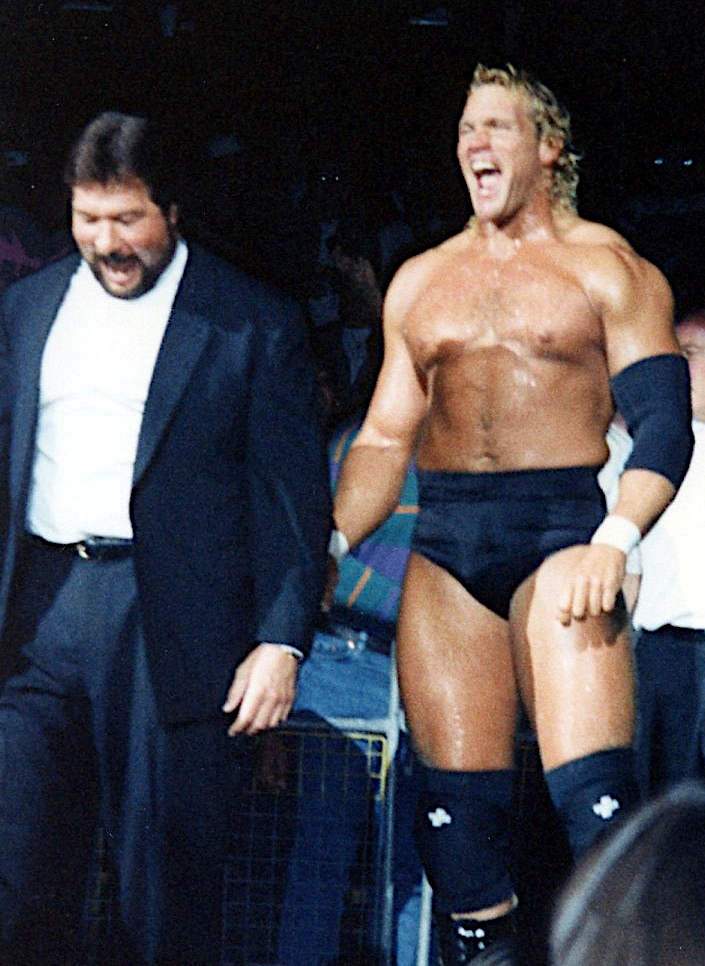
DiBiase ha gestito molti wrestler nella sua Million Dollar Corporation, incluso Sycho Sid

DiBiase ritornò nella WWF alla Royal Rumble del 1994 in veste di commentatore TV. Iniziò a lavorare continuativamente come commentatore fisso e manager per la WWF. Più avanti, "selezionò" i servigi di molti wrestler per la sua Million Dollar Corporation, che all'epoca includeva Irwin R. Schyster, Bam Bam Bigelow, Nikolai Volkoff, Kama, King Kong Bundy, Sycho Sid, 1-2-3 Kid, e per un breve periodo, anche Tatanka. DiBiase dichiarò inoltre di reputarsi il vero scopritore di The Undertaker, il primo ad averlo portato in WWF facendolo debuttare nella sua squadra alle Survivors Series del 1990. Affermò anche che, come lo aveva portato una volta, l'avrebbe fatto ritornare, e presentò un nuovo Undertaker assoggettato sotto il suo completo controllo (questo Undertaker si rivelerà un falso, interpretato da Brian Lee e verrà successivamente sconfitto dal vero Undertaker a SummerSlam 1994. Per tutto il 1995, iniziò una rivalità con il becchino, che batté uno alla volta tutti i membri della Million Dollar Corporation. A Wrestlemania XI fu licenziato anche Bam Bam Bigelow, causa una lunga serie di sconfitte imbarazzanti del lottatore, di cui l'ultima contro Lawrence Taylor, giocatore di football americano in un incontro che fu il main event di WrestleMania XI.
Come manager, DiBiase introdusse anche The Ringmaster, che sarebbe poi diventato Steve Austin, nella WWF nel dicembre 1995. Austin diventò Million Dollar Champion e iniziò a portare la cintura originale di DiBiase. L'ultima apparizione di DiBiase nella WWF avvenne a In Your House: Beware of Dog nel 1996, dove, nella storyline, fu costretto a lasciare la federazione dopo che Steve Austin aveva perso contro Savio Vega. In realtà, lasciò la WWF per accasarsi nella federazione concorrente World Championship Wrestling.

### World Championship Wrestling (1996–1999)
Nella WCW divenne il quarto membro dell'nWo (insieme a Scott Hall, Kevin Nash e all'ex nemico Hollywood Hogan). Dichiarava di voler finanziare il gruppo (giocando sulla sua precedente gimmick di "Million Dollar Man" che la WCW non aveva i diritti per utilizzare). Venne definito "Trillionaire Ted" (in riferimento a "Billionaire Ted" soprannome di Ted Turner). Meno di un anno dopo, lasciò l'nWo per schierarsi dalla parte dei face facendo da manager agli Steiner Brothers nella lotta contro l'nWo, fino a quando Scott Steiner diventò un heel e si unì al gruppo rivale. DiBiase poi è diventato un road agent per la compagnia che ha lasciato del tutto quando il suo contratto è scaduto alla fine del 1999.
Dopo aver lasciato la WCW e il mondo del wrestling per impegnarsi nel sociale, divenne parte di un gruppo religioso (i Ministri di Davide) e direttore di una fondazione a tutela dei minori (la Sunshine Foundation).

### Ritorno in WWE

#### Ruoli di backstage (2004-2008)

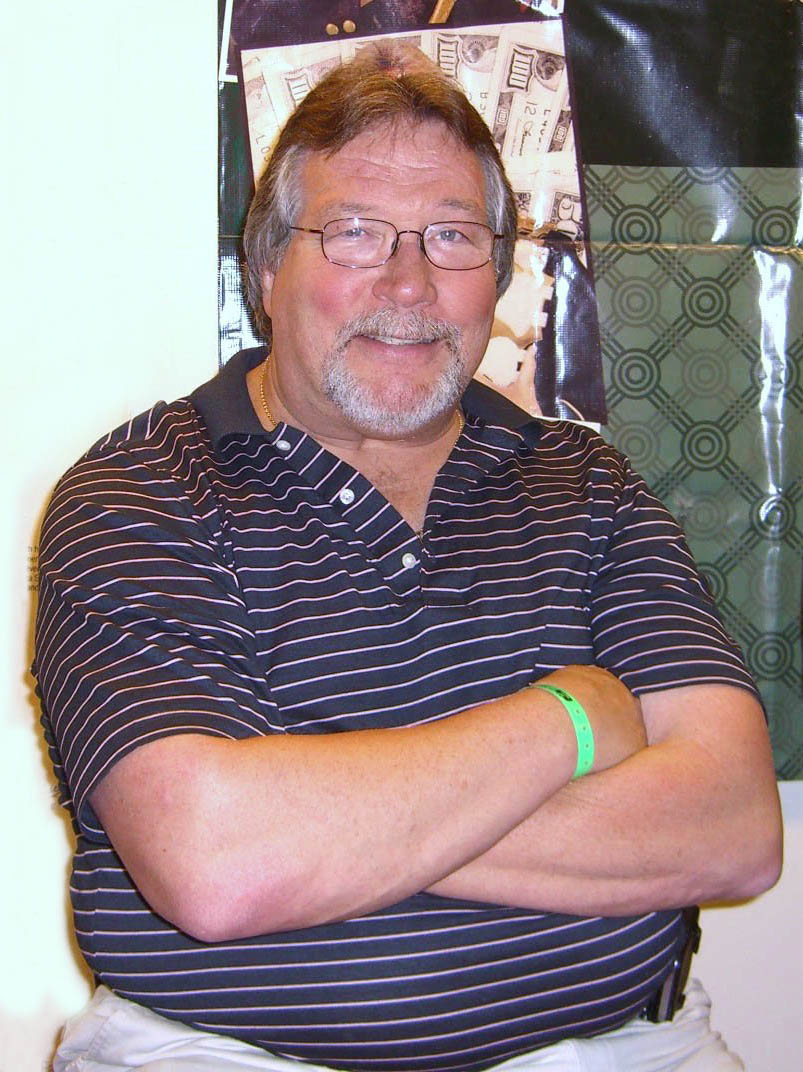
Ted DiBiase nel 2010

Nell'aprile del 2005 venne assunto come consulente creativo e road agent per SmackDown della WWE. Il 3 ottobre 2005, a WWE Homecoming, DiBiase è apparso insieme ad altre leggende WWE durante una cerimonia speciale. Capeggiò anche l'attacco contro Rob Conway, che era venuto a bordo ring per insultare le leggende.

#### Apparizioni sporadiche (2009-presente)
Nel corso della puntata di Raw del 6 luglio 2009, DiBiase fece il General Manager per la serata.
Nella puntata di Raw dell'8 febbraio 2010 è stato annunciato come il primo introdotto nella WWE Hall of Fame del 2010.
DiBiase è stato operato al collo per via di un disturbo che durava da anni. Nel 2011 ha introdotto nella Hall of Fame il suo ex rivale Jim Duggan.

## Vita privata
DiBiase è un cristiano rinato e svolge attivamente il ruolo di Pastore. Grazie al suo aiuto, anche il wrestler Steve Borden è diventato un cristiano rinato.
Tutti e tre i suoi figli, Brett, Mike II e Ted Jr. sono wrestler.
Ted DiBiase è anche apparso nel film del 1978 di Sylvester Stallone intitolato Taverna Paradiso.

## Personaggio

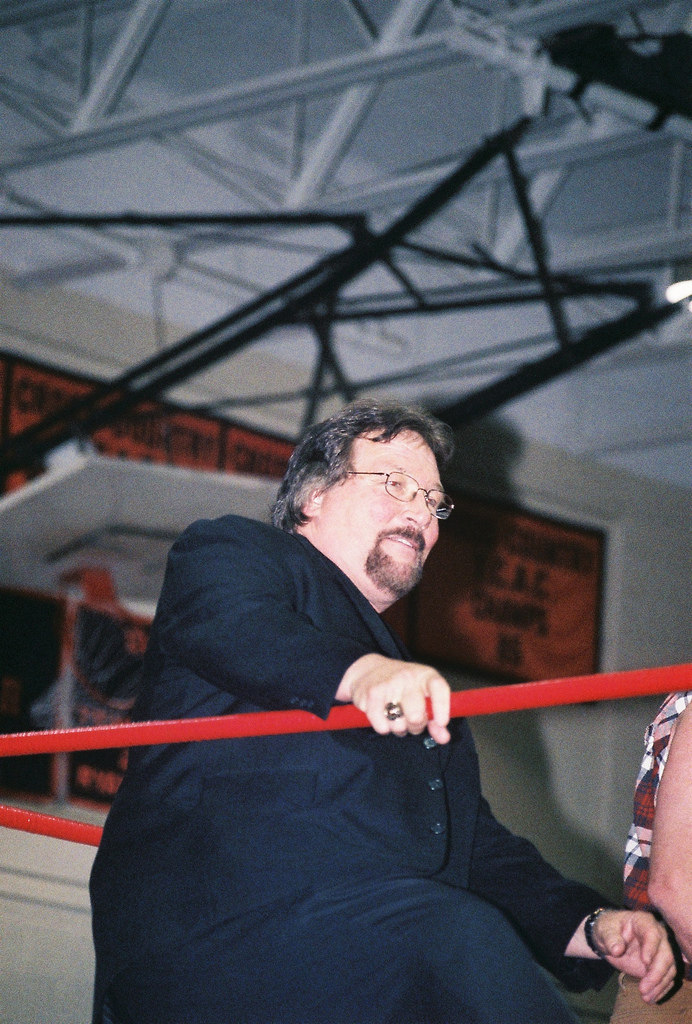
Ted DiBiase

### Mosse finali
- Diving back elbow drop
- Figure four leglock
- Million Dollar Dream (Cobra clutch)

### Manager
- Bobby Heenan
- Jimmy Hart
- Sapphire
- Sensational Sherri
- Skandor Akbar
- Virgil/Vincent

### Wrestler assistiti
- 1-2-3 Kid/Syxx
- André the Giant
- Chris Benoit
- Irwin R. Schyster/V.K. Wallstreet
- King Kong Bundy
- Hollywood Hogan
- Nikolai Volkoff
- Ray Traylor
- Sycho Sid
- Tatanka
- Ted DiBiase Jr.
- The Ringmaster

### Soprannomi
- "The Big Cheese"
- "King Rat"
- "The Million Dollar Man"
- "Trillionaire Ted"

## Titoli e riconoscimenti
- All Japan Pro Wrestling
  - NWA United National Championship (1)
  - PWF World Tag Team Championship (2) – con Stan Hansen
  - Unified World Tag Team Championship (1) – con Stan Hansen
  - World's Strongest Tag Team League (1985) – con Stan Hansen
- Central States Wrestling
  - NWA Central States Heavyweight Championship (2)
- Georgia Championship Wrestling
  - NWA National Heavyweight Championship (2)
  - NWA National Tag Team Championship (2) – con Stan Frazier (1) e con Steve Olsonski (1)
- NWA Tri-State/Mid-South Wrestling Association
  - Mid-South North American Heavyweight Championship (4)
  - Mid-South Tag Team Championship (4) – con Matt Borne (1), Jerry Stubbs (1), Hercules Hernandez (1) e Steve Williams (1)
  - NWA North American Heavyweight Championship (Tri-State version) (1)
  - NWA United States Tag Team Championship (Tri-State version) (1) – con Dick Murdoch
- NWA Western States Sports
  - NWA Western States Tag Team Championship (1) – con Tito Santana
- Pro Wrestling Illustrated
  - Most Hated Wrestler of the Year (1982)
  - 17º tra i 500 migliori wrestler singoli nella PWI 500 (1991)
  - 32º tra i 500 migliori wrestler singoli della storia nella PWI 500 (2003)[16]
  - 20º tra i 100 migliori tag team della storia nella "PWI Years" con Steve Williams (2003)[17]
- Professional Wrestling Hall of Fame
  - Classe del 2007
- St. Louis Wrestling Club
  - NWA Missouri Heavyweight Championship (2)
- Texas All-Star Wrestling
  - TASW Heavyweight Championship (1)
- World Wrestling Federation/Entertainment
  - WWE 24/7 Championship (1)
  - WWF North American Championship (1)
  - WWF Tag Team Championship (3) – con Irwin R. Schyster
  - Million Dollar Championship (2) - titolo non ufficiale
  - King of the Ring (ed. 1988)
  - WWE Hall of Fame (2010)
  - Slammy Award (1)
    - Humanitarian of the Year (1987)
- Wrestling Observer Newsletter
  - Best Gimmick (1987)
  - Best Heel (1987, 1988)
  - Best Technical Wrestler (1981)
  - Feud of the Year (1982) vs. Junkyard Dog
  - Feud of the Year (1985) vs. Jim Duggan
  - Wrestling Observer Newsletter Hall of Fame (Classe del 1996)